# Coryphellina hamanni
Coryphellina hamanni is een slakkensoort uit de familie van de Flabellinidae. De wetenschappelijke naam van de soort werd voor het eerst geldig gepubliceerd in 1994 door Gosliner als Flabellina hamanni.